# Hubert Lyman Clark
Hubert Lyman Clark (9 de enero de 1870 – 31 de julio de 1947) fue un zoólogo estadounidense.

## Biografía
Clark, hijo de William Smith Clark, nació en Amherst, Massachusetts, y se educó en el Amherst College y en la Universidad Johns Hopkins.
De 1899 a 1905, fue profesor de biología en el Olivet College. Y, desde 1905, trabajó como asistente en zoología de invertebrados en el Museum of Comparative Zoology, de la Universidad Harvard. Fue curador de equinodermos desde 1910 a 1927, y curador de invertebrados marinos y profesor asociado de zoología, a partir de 1927.

## Obra
- El autor, en Wikisource en inglés.

Realizó investigaciones científicas en Jamaica, Bermuda, estrecho de Torres, Australia, y publicó muchos artículos sobre aves, serpientes, equinodermos, y flores. Sus publicaciones incluye a:  
- The Birds of Amherst and Vicinity (1887)
- The Echinoderms of Porto Rico (1901)
- A New Ophiuran from the West Indies (1910)
- North Pacific Ophiurans in the Collection of the United States National Museum (1911)

E hizo contribuciones a la New International Encyclopaedia y a Dictionary of American Biography.

## Honores

### Galardones
- 1947: medalla Clarke por la Royal Society of New South Wales.[1]

## Abreviatura (zoología)
La abreviatura Clark  se emplea para indicar a Hubert Lyman Clark como autoridad en la descripción y taxonomía en zoología.